# Miyoshi Masanaga
Miyoshi Masanaga est un nom japonais traditionnel ; le nom de famille (ou le nom d'école), Miyoshi, précède donc le prénom (ou le nom d'artiste).
Miyoshi Masanaga (三好 政長, 1508-18 juillet 1549) est un samouraï de l'époque Sengoku, membre du clan Miyoshi au service du daimyo d'Awa. Il est connu pour être le cousin de Miyoshi Chōkei. Masanaga a de très fortes relations avec le clan Ikeda car Ikeda Nagamasa est son gendre. En raison de ces attaches solides entre les familles, Chokei le considère comme une menace. Après 1548, Masanaga s'engage dans une importante confrontation contre son cousin, qui se termine par la victoire de Chokei. On ne sait ce qu'il advient de Masanaga après cette bataille.

## Source de la traduction
- (en) Cet article est partiellement ou en totalité issu de l’article de Wikipédia en anglais intitulé « Miyoshi Masanaga » (voir la liste des auteurs).